# Composizione chimica
In chimica, per composizione chimica (o più semplicemente composizione) s'intende un concetto che può essere relativo a una sostanza pura o a una miscela. In entrambi i casi, la composizione indica quali sono le specie chimiche che costituiscono la sostanza o la miscela in esame e qual è il loro quantitativo rispetto alle specie chimiche totali. Nel caso di una sostanza, le specie chimiche costituenti che si considerano nella definizione della composizione sono gli atomi, mentre nel caso delle miscele si considerano le singole sostanze (anche dette "componenti della miscela").

## Composizione di una sostanza pura
Per composizione chimica di una sostanza pura si intende la tipologia e il numero (di ciascuna tipologia) di elementi chimici che la costituiscono.

### Rappresentazione della composizione di una sostanza pura
Un modo per indicare la composizione di una sostanza pura è la sua formula chimica. Ad esempio la formula chimica dell'acqua è H2O: tale formula indica che l'acqua è costituita dagli elementi idrogeno (H) e ossigeno (O) e che tali elementi stanno nell'acqua in un rapporto 2:1 (2 moli di idrogeno per 1 mole di ossigeno).

## Composizione di una miscela
Per composizione chimica di una miscela si intende la distribuzione in peso, in moli, o in volume, dei componenti della miscela all'interno della miscela stessa, o in altre parole le concentrazioni dei singoli componenti nella miscela.
Quando la composizione di una miscela è appositamente pensata e progettata per determinati scopi (ad esempio nel caso di prodotti farmaceutici, prodotti cosmetici, detersivi, materie plastiche, collanti, ecc.), si parla più specificatamente di "formulazione" della miscela, indicando con tale termine anche l'attività di ideazione e progettazione della stessa miscela.

Spesso nella formulazione di una miscela sono incluse delle sostanze che forniscono alla miscela le caratteristiche generali, più altre sostanze che possono essere più o meno variabili e forniscono delle caratteristiche specifiche della miscela intesa come prodotto "unico" (ovvero lo contraddistinguono da altri prodotti similari). Ad esempio un sapone liquido contiene anzitutto dei tensioattivi che svolgono la funzione principale del sapone, ovvero quella di detergere, più altri componenti che sono aggiunti per impartire della caratteristiche aggiuntive, ad esempio sostanze profumanti, coloranti, ecc.

### Rappresentazione della composizione di una miscela
Esistono diversi modi per indicare la composizione di una miscela. Generalmente viene indicata fornendo per ciascun componente la sua concentrazione all'interno della miscela. Le grandezze utilizzate più comunemente per indicare tale concentrazione sono:
- frazione molare: può assumere valori compresi tra 0 e 1;
- frazione volumetrica: può assumere valori compresi tra 0 e 1;
- frazione massica: può assumere valori compresi tra 0 e 1;
- percentuale in moli (pari alla frazione molare moltiplicata per 100): può assumere valori compresi tra 0 e 100;
- percentuale in volume (pari alla frazione volumetrica moltiplicata per 100): può assumere valori compresi tra 0 e 100;
- percentuale in massa (pari alla frazione massica moltiplicata per 100): può assumere valori compresi tra 0 e 100;
- molalità
- molarità
- normalità
- parti per milione: può assumere valori compresi tra 0 e 1.000.000;
- parti per miliardo: può assumere valori compresi tra 0 e 1.000.000.000.

I dati delle concentrazioni di ogni componente possono essere raggruppati ad esempio in una tabella o in un grafico a torta.
Essendo la concentrazione una grandezza intensiva, cioè che non dipende dal volume del campione considerato, la composizione di una miscela è anch'essa indipendente dal volume considerato, fintanto che la miscela sia omogenea.

#### Esempio
Come esempio di rappresentazione della composizione di una miscela, si riporta di seguito la composizione dell'aria in forma di tabella e di grafico a torta.

Composizione dell'atmosfera terrestre

| Composizione dell'aria secca |         |                               |         |
| Nome                         | Formula | Proporzione o frazione molare | % (m/m) |
| Azoto                        | N2      | 78,08%                        | 75,37%  |
| Ossigeno                     | O2      | 20,95%                        | 23,1%   |
| Argon                        | Ar      | 0,934%                        | 1,41%   |
| Anidride carbonica           | CO2     | 417,51 ppm (novembre 2022)    |         |
| Neon                         | Ne      | 18,18 ppm                     |         |
| Elio                         | He      | 5,24 ppm                      |         |
| Monossido di azoto           | NO      | 5 ppm                         |         |
| Kripton                      | Kr      | 1,14 ppm                      |         |
| Metano                       | CH4     | 1 - 2 ppm                     |         |
| Idrogeno                     | H2      | 0,5 ppm                       |         |
| Ossido di diazoto            | N2O     | 0,5 ppm                       |         |
| Xeno                         | Xe      | 0,087 ppm                     |         |
| Diossido di azoto            | NO2     | 0,02 ppm                      |         |
| Ozono                        | O3      | da 0 a 0,01 ppm               |         |
| Radon                        | Rn      | 6×10−14ppm                    |         |

1. ↑  1 ppm (parte per milione) = 0,0001%

### Determinazione della composizione di una miscela

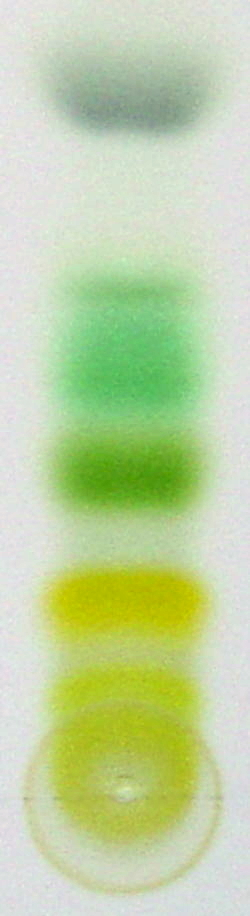
Risultato di un test di cromatografia per la determinazione della composizione di un estratto vegetale.

Per determinare la composizione chimica di una miscela, si può fare uso di tecniche di laboratorio, dette "analisi chimiche". In particolare, per conoscere quali sostanze sono presenti in un campione è necessario svolgere un'analisi chimica qualitativa, mentre per conoscere la quantità di tali sostanze in un campione è necessario svolgere un'analisi chimica quantitativa. Esistono inoltre delle tecniche di laboratorio che forniscono indicazioni sia qualitative sia quantitative, come la cromatografia e l'elettroforesi.